# تجمع رضمة (حجر)

تعديل مصدري - تعديل

تجمع رضمة هي إحدى قرى عزلة الجول بمديرية حجر التابعة لمحافظة حضرموت، بلغ تعداد سكانها 30 نسمة حسب تعداد اليمن لعام 2004.